# 大隐书局
大隐书局是總部位於中華人民共和國上海市的連鎖書店，由刘军創辦。

## 歷史
2016年，大隐书局在武康大楼開設首店。2020年12月12日，位於上海的第12家門店在奉贤区九棵树（上海）未来艺术中心开业，大隐书局成为上海民营书店门店数最多的实体书店。大隱書局在苏州、台州、徐州、无锡、成都（已閉店）開店。
2023年7月1日，大隐书局在上海和平公园開設中国第一家期刊主题书店——刊茶社。2023年12月20日，大隐书局表示2024年1月8日，位於武康大楼的首店將閉店。不過2024年1月9日，大隐书局武康店继续开门迎客。书店店标改为“大隐书局|印象武康主题店”。